# Me and Juliet
Me and Juliet ist ein Musical des Autorenduos Rodgers und Hammerstein. Im Zentrum der Handlung, die das Milieu hinter den Kulissen einer Musical-Produktion zeichnet, steht die Liebesgeschichte des Assistant Stage Managers Larry und der Chorsängerin Jeanie und ihre Bedrohung durch den eifersüchtigen, gewalttätigen Beleuchter Bob.

## Handlung

### I. Akt
Kurz vor der Abendvorstellung des Musicals „Me and Juliet“, sechs Monate nach der Premiere, herrscht hinter der Bühne das übliche rege Treiben. Ensemblemitglieder treffen ein und tauschen Neuigkeiten, ehe sie sich umziehen, schminken und aufwärmen; Kulissen und Licht werden vorbereitet; Musiker finden sich zu einer kurzen Jam-Session zusammen. Der Tresenjunge Herbie will ein Trio aus Musikern der Show bei einer TV-Talentesendung platzieren; eine Sängerin hat Ambitionen zur Oper; der Hauptdarsteller Charlie beschwert sich über den Dirigenten Dario, der ihn mit der Lautstärke des Orchesters immer zudeckt. Dario will die Show verlassen, wird aber mit fingierten Liebesbriefen einer geheimnisvollen Bewunderin zum Bleiben veranlasst.
Über allem wacht der erfahrene Stage Manager Mac. Er gerät in eine Zwickmühle, als seine eiserne Regel ins Wanken gerät, nämlich nie etwas mit einer Frau aus der eigenen Produktion anzufangen: Denn zum Vorsingen erscheint Betty, die bislang im Theater auf der anderen Straßenseite aufgetreten ist und mit der Mac erst kürzlich einen Flirt begonnen hat. Sie wird von den Betreibern tatsächlich für „Me and Juliet“ engagiert, und Mac schaltet wieder auf eine kühle berufliche Beziehung um, was die resolute und verführerische Betty erst recht anspornt.
Macs Assistent Larry, ein theaterbegeisterter junger Mann mit Ambitionen zur Regie, hat seinerseits ein Auge auf die Chorsängerin Jeanie geworfen. Sie ist allerdings mit dem Beleuchter Bob liiert, der bei Bedarf den charmanten Jungen herauskehren kann, es aber mit der Treue nicht allzu ernst meint und gelegentlich, z. B. gegenüber seinem Kollegen Sidney, durch Jähzorn und Neigung zu Tätlichkeiten auffällt. Offenbar hat Bob eine dunkle Vergangenheit, die ihn auch schon einmal hinter Gitter gebracht hat. Körperlich ist er Larry weit überlegen. Als dieser mit Jeanie einen Song probt, um sie als Einspringerin für die Ersatz-Hauptdarstellerin fit zu machen, beobachtet Bob nicht nur diese Probe – er bemerkt auch, dass es dabei zwischen Jeanie und Larry ‚funkt‘. Auf der verlassenen Bühne stellt Bob seinen Rivalen und droht: Wenn Larry sich an Jeanie heranmache, werde Bob ihn umbringen. Angst lähmt Larrys Widerstandskraft, er fügt sich.
Aber die aufflammende Liebe Jeanies und Larrys ist stärker – bald macht in der Company die Runde, dass die beiden heimlich geheiratet haben. Eine Zeitlang gelingt es, diese Nachricht vor Bob zu verheimlichen, bis Sidney, durch einen Streit mit Bob verleitet, sie ihm unter die Nase reibt, und zwar auf der Beleuchterbrücke, während tief unter beiden die Vorstellung von „Me and Juliet“ läuft. Mitten in der Szene fällt eines der Sandsack-Gewichte aus dem Bühnenhimmel herab und verfehlt die in einer kleinen Partie auftretende Jeanie um Haaresbreite. Über dem ausbrechenden Chaos fällt der Vorhang.

### II. Akt
Während das Publikum in der Pause die Aufführung und die Lage der Theaterwelt im Allgemeinen bespricht, haben sich Jeanie und Larry im Büro des Company-Managers verbarrikadiert. Der tobende Bob hat das Theater verlassen, man fürchtet seine Rückkehr. Larry ist entmutigt über seine eigene Verzagtheit, aber Jeanie erklärt ihm ihre Liebe: Wie bei den Hauptfiguren ihrer Show, „Ich“ und „Julia“, sei Larrys und ihre Zuneigung voll Wahrheit und Tiefe und mache aus zwei gewöhnlichen kleinen Leuten ein starkes Paar, das jede Herausforderung bestehen kann.
Bob hat derweil das Theater von der Bar auf der gegenüberliegenden Straßenseite aus beobachtet – und sich dabei betrunken und in Raserei gesteigert. Er bricht durchs Souterrain-Fenster in Jeanies und Larrys Unterschlupf ein und will sich sein Mädchen zurückholen. Als er Jeanie anfasst, erwacht Larrys Mut, und ein Kampf entbrennt, der für den Schwächeren der beiden Kontrahenten tödlich zu enden droht. Mac, Betty und Company-Manager Ruby kommen zu Hilfe, und im Gerangel schlägt Bob mit dem Kopf an einen Heizkörper und verliert das Bewusstsein.
Mac schickt die anderen hinaus, die Vorstellung fortzusetzen. Als Bob erwacht, glaubt er Larry ermordet zu haben, und will sich der Polizei stellen. Mac erklärt die Wahrheit, und Ruby offenbart die überraschende Nachricht von Jeanies und Larrys heimlicher Heirat. Bobs Fortgang lässt die übrigen zunächst in Ungewissheit zurück. Doch nach dem Schlussvorhang ist er wieder da und akzeptiert die neue Situation. Larrys Anweisung, am Folgetag pünktlich zur Arbeit im Theater zu erscheinen, widerspricht er nicht. Die Truppe probt vor dem Heimgehen noch schnell eine Szene im Kostüm nach – Jeanie springt hier kurz für die bereits abwesende Hauptdarstellerin ein, und Larry leitet mit neuer Autorität die Truppe an.

## Musiknummern

### I. Akt
- Ouvertüre
- „A Very Special Day“ – Jeanie
- „That’s the Way It Happens“ – Jeanie
- „That’s the Way It Happens“ (Reprise) – Larry
- Ouvertüre zu „Me and Juliet“
- Opening von „Me and Juliet“ – Lily (Juliet), Charlie (Me), Mädchen
- „Marriage Type Love“ – Charlie (Me), Lily (Juliet), Ensemble
- „Keep It Gay“ – Bob
- „Keep it Gay“ (Tanz) – Ensemble
- Die Probe
- Das Vorsingen
- „The Big Black Giant“ – Larry
- „No Other Love“ – Jeanie, Larry
- Tanz in der Gasse hinter dem Theater
- „The Big Black Giant“ (Reprise) – Ruby
- „It’s Me“ – Betty, Jeanie
- Finale I. Akt („No Other Love“) – Lily

### II. Akt
- Entr’acte
- „Intermission Talk“ – Herbie, Ensemble
- „It Feels Good“ – Bob
- „We Deserve Each Other“ [Abschnitt des II. Aktes von „Me and Juliet“] – Jim, Betty
- „I’m Your Girl“ – Jeanie, Larry
- Finale II. Akt – Ensemble, Jeanie

## Zum Werk
Me and Juliet steht in einer langen Tradition musikalischer Backstage-Komödien, angefangen von Gassmanns L’opera seria, Mozarts Schauspieldirektor, Salieris Prima la musica oder Donizettis Viva la Mamma über Strauss’ Ariadne und Capriccio über zahlreiche Hollywood-Filme der 1930er und -40er Jahre bis zu Cole Porters Kiss me, Kate. Rodgers und Hammerstein strebten allerdings ein innovatives Konzept an, indem sie einen ‚ernsten‘ Konflikt ‚gewöhnlicher‘ Menschen ins Zentrum stellten. Zwar wird dieser vom Stück im Stück (das ja auch denselben Titel trägt wie das Musical selbst) widergespiegelt. Die archetypischen Charaktere „Ich“, „Julia“, „Don Juan“ und „Carmen“ vertreten Liebes- und Daseinskonzepte, die jeweils in Larry, Jeanie, Bob und Betty zumindest teilweise ihre Entsprechung finden. Die komischen Effekte, wenn Darsteller ‚hehrer‘ Kunstfiguren vom Zuschauer auch privat als neurotische oder banale Menschen erlebt werden, ereignen sich hier aber lediglich nebenher zur Auflockerung bzw. antagonistisch-verstärkend zur Haupthandlung. Der Widerspruch von Schein und Sein und wie er aufgelöst werden kann spielt, anders als in den o. g. anderen Werken, keine Rolle. Dies wird auch dadurch erreicht, dass eben nicht die Hauptdarsteller des Stücks im Stück auch die Hauptpersonen sind wie etwa Porters (fast namensgleiche) Lilli/Katharine oder Strauss’ Primadonna/Ariadne, sondern ‚Randfiguren‘ der Theaterwelt: eine Chorsängerin, ein Assistant Stage Manager, ein Beleuchter u. ä. Entscheidend ist außerdem, dass nicht etwa eine Stück-Genese oder ein Premierenabend gezeigt werden, sondern eine Repertoire-Vorstellung.
Ihrer Konzeption entsprechend, gestalteten Rodgers und Hammerstein das Stück im Stück betont irreal. Die o. g. archetypischen Charaktere sind hierfür ein Mittel: „Ich“ arbeitet in einem Großraumbüro und liebt ein Mädchen, das er immer im Zwischengeschoss an der Balustrade erblickt. Sie erscheint ihm als sein Traumbild – seine „Julia“. Sein Chef ist ein Frauenheld – ihn sieht er als „Don Juan“. Seine Liebe für Julia muss „Ich“ gegen die Verführungskünste aller freizügigen, attraktiven Frauen verteidigen, die für ihn in der Figur „Carmen“ verkörpert werden. Am Ende finden sich die Richtigen, denn auch Carmen und Don Juan werden ein Paar. Diese von Rodgers und Hammerstein eigens erfundene Handlung des Stücks im Stück bietet Anlass zu aufwendigen, farbenprächtigen Tanz- und Ensembleszenen. Sie sind auch musikalisch herausgehoben, etwa durch lateinamerikanische Rhythmen (z. B. Montuna in „Keep It Gay“ oder langsamer Tango in „No Other Love“) oder eine hollywood-artige Stilistik (Opening).
Indem das Musical fast ausschließlich in ein und demselben Theater spielt und die Zeitspanne einer Abendvorstellung umfasst – von 30 Minuten vor der Ouvertüre über zwei Aufführungshälften inklusive Pause bis 5 Minuten nach dem Schlussvorhang – wahrt es die klassische Dramen-Einheit von Ort und Zeit. Allerdings enthält der I. Akt zwei Zeitsprünge: einmal von der Vorstellung zu einer Probe derselben Szene, und das andere Mal, wenn zwischen zwei Bildern die heimliche Hochzeit Larrys und Jeanies stattgefunden hat. Der Wechsel von Show zu ‚echtem Leben‘, manchmal innerhalb weniger Momente, und von einem Teil des Theaters zum anderen, vor allem von der Beleuchterbrücke oben zum Geschehen unten sowie von diesseits zu jenseits des Vorhangs, macht einen großen Reiz des Stücks aus, erfordert aber zugleich ausgefeilte Bühnentechnik.
Theatrale Aspekte werden im Musical auch ausdrücklich thematisiert, etwa wenn Bob und Sidney sich auf der Beleuchterbrücke über die Show unten lustig machen, oder wenn es im Opening heißt „The scene of the play is neither here nor there“ (Das Stück spielt nicht hier und nicht dort). Die allmächtigen Produzenten sind nur als Stimme aus dem Off bzw. am Telefon präsent, und in „The Big Black Giant“ wird die Masse der Zuschauer, die den Schauspielern allabendlich im verdunkelten Theatersaal gegenübersitzt, einem launigen Riesen verglichen. Und in „Intermission Talk“ werden Privates und Szeneklatsch ausgetauscht: Während „muntere Miesepeter“ im Walzertakt den Untergang des Theaters beschwören, machen andere Bemerkungen über die gegenwärtigen Broadway-Highlights – Hammerstein hat hier augenzwinkernde Verse nicht nur über Größen des Jahres 1953 wie Rosalind Russell, Bea Lillie oder über aktuelle Stücke wie Hexenjagd oder Das verflixte siebte Jahr eingefügt, sondern auch über sein eigenes Vorgänger-Werk The King and I („My Love for my husband grew thinner / The first time I looked at Yul Brynner“, singt eine Theaterbesucherin).

## Hintergrund
Me and Juliet war das sechste gemeinsame Bühnenwerk von Rodgers und Hammerstein. Ein Musical über das Leben hinter der Bühne zu schreiben, war ein langjähriger Wunsch des Komponisten, der erst nach und nach die Zustimmung Hammersteins fand. Für die Produktion gewonnen werden konnten schließlich Jo Mielziner (Bühnenbild), Irene Sharaff (Kostüme), Don Walker (Musikarrangements), Robert Alton (Choreografie), George Abbott (Regie) und Salvatore Dell’Isola (musikalische Leitung). Darstellerin der Jeanie wurde Isabel Bigley, die gerade als Sarah Brown in Guys and Dolls einen Tony Award gewonnen hatte. Der Hit der Show, „No Other Love“, wurde der Musik entlehnt, die Rodgers für die TV-Dokumentation Victory at Sea komponiert hatte, und die zeitgleich von Perry Como auch auf Single veröffentlicht wurde.
Die Uraufführung fand 1953 im Hanna Theatre, Cleveland, statt. Am Broadway lief Me and Juliet am Majestic Theatre für 358 Vorstellungen vom 28. Mai 1953 bis zum 3. April 1954. Im Chor sang dort Shirley MacLaine. Eine kurze Aufführungsserie schloss sich in Chicago an (mit dem späteren Musical-Star Shirley Jones im Chor). Während der New Yorker Laufzeit wurden am Broadway für kurze Zeit vier Musicals von Rodgers und Hammerstein gleichzeitig gespielt, neben Me and Juliet auch Oklahoma!, South Pacific und The King and I.
Die Uraufführung erhielt gemischte Kritiken und wurde nicht für den Tony Award nominiert – Musical-Gewinner des Jahrgangs waren Kismet und Can-Can. Bill Hayes, der Darsteller des Larry, bewertete in seinen Erinnerungen die Produktion gleichwohl als Erfolg, mit insgesamt knapp 500 Vorstellungen und einem Profit für die Produzenten. Die Europa-Premiere von Me and Juliet fand erst 2010 in London statt; im deutschsprachigen Raum wurde das Werk bislang nicht gespielt.

## Einspielung
Original Broadway Cast Recording 1953 (RCA LOC 1012): Isabel Bigley (Jeanie), Bill Hayes (Larry), Joan McCracken (Betty), Mark Dawson (Bob), Joe Lautner (Ruby), Arthur Maxwell (Charlie/Me), Bob Fortier (Jim/Don Juan), Dirigent: Salvatore Dell’Isola; CD-Release 1993 (RCA Victor 61480-2)